# Cuscomys oblativa
Espèce
Statut de conservation UICN

 DD  : Données insuffisantes
Cuscomys oblativa est une espèce de rongeurs de la famille des Abrocomidae. Endémique du Pérou, elle n’était connue que par des restes subfossiles trouvés dans des cryptes incas du Machu Picchu, dans la province de Cuzco. Les spécimens connus dataient de 1450-1532 de notre ère mais, bien que ce rat-chinchilla arboricole fût considéré comme éteint par l’UICN, il était probable que l'espèce n'avait pas totalement disparu de cette région faiblement habitée, difficilement accessible et couverte par des forêts d'altitude. Une expédition de 2012 a en effet confirmé la présence de spécimens bien vivants de ce rongeur, tant dans le parc national que dans le sanctuaire historique de Machu Picchu, ce qui en fait un taxon lazare.

## Histoire
L'espèce a été décrite pour la première fois en 1916 par le paléontologue américain George Francis Eaton (1872-1949), un spécialiste d'ostéologie, sous le nom de Abrocoma oblativa.
Elle était considérée par Thomas en 1920 comme étant une espèce éteinte depuis 1500.
En 1997 Louise Emmons estime que la disparition de l'espèce n'est pas prouvée puisque les deux crânes, probablement les restes d'un repas, ont été collectés dans une tombe, hors de leur habitat naturel,,.

### Redécouverte

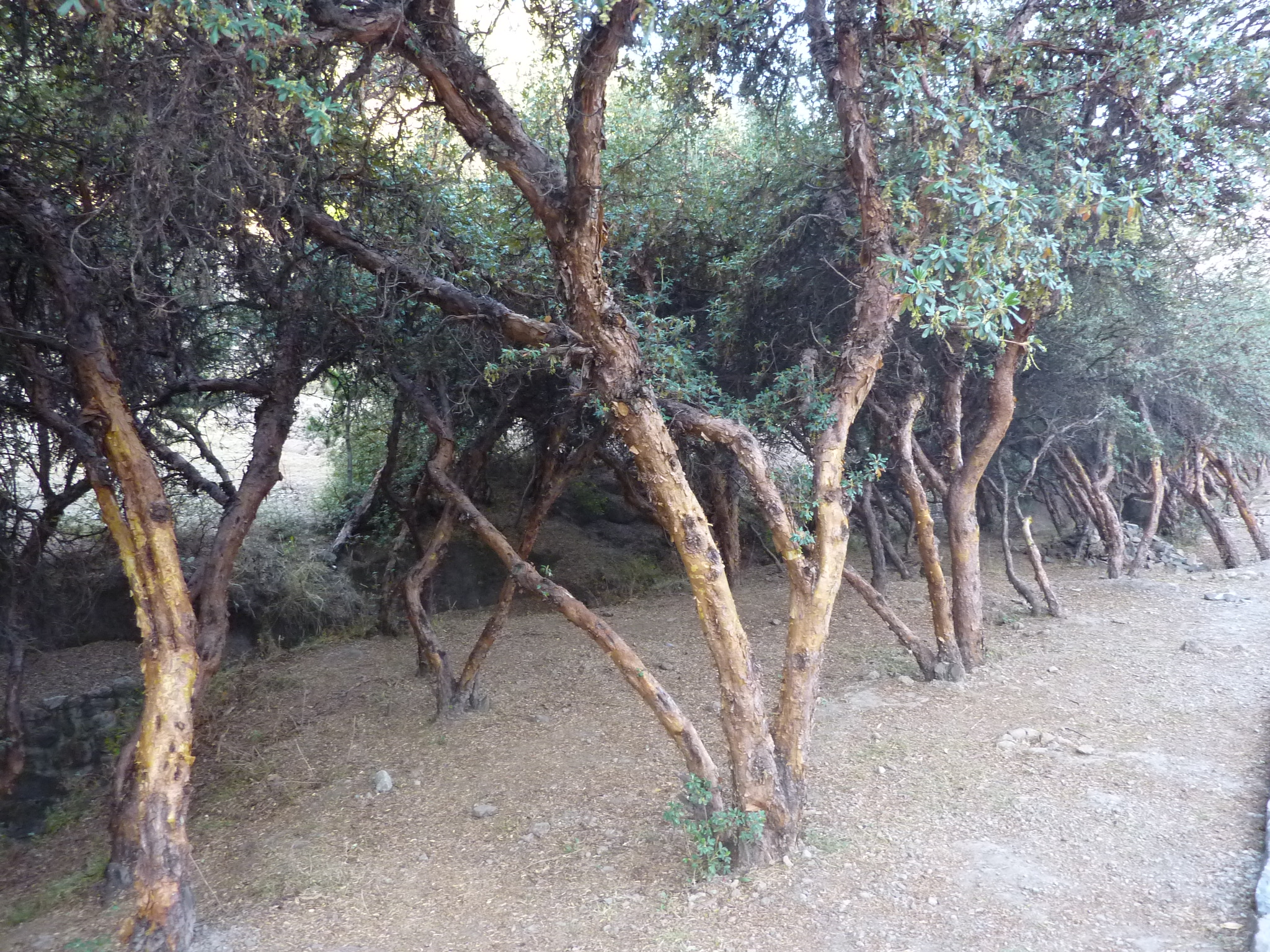
Forêt de Polylepis près de Cuzco, habitat privilégié de ce rat-chinchilla arboricole

En 2009 un spécimen vivant est repéré par un gardien de parc, aux alentours du site archéologique. Les scientifiques montent une expédition en 2012 pour retrouver des survivants dans les forêts escarpées qui entourent le Machu Picchu. La présence de spécimens vivants de Cuscomys oblativa est confirmée, en plus de la découverte probable de six nouvelles espèces d'animaux.

## Conservation de l'espèce
Les animaux survivants ont été repérés dans des forêts escarpée constituées de Polylepis, arbres dont ils se nourrissent probablement exclusivement. Les chercheurs estiment donc que des efforts portant sur la conservation de cet habitat menacé pourraient contribuer à protéger les espèces qui en dépendent.